# Cacy Cacy Fleischmaschine
Cacy cacy fleischmaschine – drugi album studyjny Świetlików. Podobnie jak pierwsza płyta, zawierała teksty, które były pisane przez Świetlickiego jeszcze nie na potrzeby zespołu, lecz wydawane jako wiersze. Płytę otwiera piosenka „Pies” – cover utworu „I Wanna Be Your Dog” z repertuaru The Stooges.

## Lista utworów
1. „Pies” (D. Alexander, R. Asheton, S. Asheton / I. Pop, sł. pol. M. Świetlicki)
2. „Chmurka” (M. Świetlicki, J. Czechowicz / G. Dyduch, M. Piotrowicz, T. Radziszewski)
3. „Opluty 2” (M. Świetlicki / G. Dyduch, M. Piotrowicz, T. Radziszewski)
4. „Pan traktor” (M. Świetlicki / G. Dyduch, M. Piotrowicz, T. Radziszewski)
5. „McDonald's” (M. Świetlicki / G. Dyduch, M. Piotrowicz, T. Radziszewski)
6. „Anioł/Trup” (M. Świetlicki, R. Wojaczek / G. Dyduch, M. Piotrowicz, T. Radziszewski)
7. „Henryk Kwiatek” (M. Świetlicki / G. Dyduch, M. Piotrowicz, T. Radziszewski)
8. „Perarolo” (M. Świetlicki / G. Dyduch, M. Piotrowicz, T. Radziszewski)
9. „Łabądzie” (M. Świetlicki / G. Dyduch, M. Piotrowicz, T. Radziszewski)
10. „Przeproś!” (M. Świetlicki / G. Dyduch, M. Piotrowicz, T. Radziszewski)
11. „Bronek Bączkiewicz" (M. Świetlicki, W. Broniewski / G. Dyduch, M. Piotrowicz, T. Radziszewski)
12. „Magnetyzm” (M. Świetlicki / G. Dyduch, M. Piotrowicz, T. Radziszewski)
13. „Grzyb/Robak” (M. Świetlicki / G. Dyduch, M. Piotrowicz, T. Radziszewski)
14. „Korespondencja pośmiertna” (M. Świetlicki / G. Dyduch, M. Piotrowicz, T. Radziszewski)
15. „Dwie gwiazdki” (M. Świetlicki / G. Dyduch, M. Piotrowicz, T. Radziszewski)

## Wykonawcy
- Marcin Świetlicki – śpiew
- Grzegorz Dyduch – gitara basowa, gitara elektryczna, instrumenty klawiszowe
- Tomasz Radziszewski – gitara elektryczna
- Marek Piotrowicz – perkusja, śpiew, instrumenty klawiszowe, instrumenty perkusyjne, gitara full plastic

gościnnie
- Mikołaj Trzaska – saksofon
- Ewa Krzak – głos
- Katarzyna Pieniak – skrzypce
- Kamila Pietrzyk – wiolonczela
- Andrzej Kowal – instrumenty klawiszowe
- Marek Skwarczyński – trąbka